# Grégoire Yachvili
Grégoire Yachvili (Brive-la-Gaillarde, 30 maggio 1977) è un ex rugbista a 15 e allenatore di rugby a 15 francese, internazionale per la Georgia, terza linea, fratello maggiore del più noto Dimitri, internazionale francese; dal 2014 è allenatore degli avanti del Lormont, in Fédérale 1.

## Biografia
Francese di origini georgiane per ramo paterno (suo nonno fu un soldato sovietico durante la seconda guerra mondiale, e sfuggì ai tedeschi per unirsi alla Resistenza francese)  e armeno per parte di madre, Grégoire Yachvili è figlio del rugbista Michel e fratello maggiore di Dimitri e Charles-Édouard.
Benché originario del Limosino, Grégoire Yachvili ebbe il suo sviluppo di carriera in Aquitania, dapprima a La Teste-de-Buch, poi a Bordeaux, nelle file del cui club, il Bordeaux-Bègles, si mise in luce anche a livello internazionale: per via delle sue ascendenze, la federazione georgiana si interessò a Yachvili e questi si dichiarò disponibile, divenendo internazionale per la Georgia (ed entrando nel gruppo delle famiglie con giocatori internazionali per Paesi differenti, come nel caso dei fratelli italo-canadesi Mike e Robert Barbieri).
Esordì nel corso del Campionato europeo 2000/01, che la Georgia vinse a punteggio pieno e, successivamente, prese parte alla Coppa del Mondo di rugby 2003 in Australia, non superando tuttavia la prima fase.
Trasferitosi a Parigi nel Racing Métro 92, tornò a Bordeaux, dapprima nello Stade bordelais poi, dopo la fusione societaria, nel Bordeaux-Bègles, club nel quale ha militato, in Pro D2, fino al 2009; da tale data, abbandonato il rugby professionistico, milita nel Libourne (Gironda), in seconda divisione d'onore.

## Palmarès
- Campionato europeo : 1
Georgia: 2000-01